# Yaron Shani
Yaron Shani (* 1973 in Tel Aviv-Jaffa) ist ein israelischer Filmemacher.

## Leben
Yaron Shani studierte Film an der Universität Tel Aviv und machte mit Disphoria 2004 seinen Abschlussfilm. Der Film gewann beim Potsdamer Studentenfilmfestival Sehsüchte eine Auszeichnung.
Bereits 1998 hatte Shani die Idee eines multiperspektivischen Thrillers über Gangster und Polizisten, die sich über mehrere Zeitebenen treffen und in ihrer eigenen Welt leben. Nachdem er Scandar Copti kennenlernte, entwickelten sie ab 2002 die Idee, welche 2009 unter dem Titel Ajami verfilmt werden sollte. Ajami wurde national wie international von Kritikern gelobt und mit Filmpreisen ausgezeichnet. Nachdem er den israelischen Filmpreis Ophir für den Besten Film erhalten hatte, wurde er automatisch als Beitrag für den Oscar des Besten fremdsprachigen Films eingereicht und wurde als einer von fünf Nominierten ausgewählt.

## Filmografie (Auswahl)
- 2003: Disphoria
- 2009: Ajami
- 2013: Life Sentences
- 2018: Love Trilogy: Nackt (Love Trilogy: Stripped, עירום Erom)[3]
- 2019: Love Trilogy: In Ketten (Love Trilogy: Chained, עיניים שלי Eynayim Sheli, deutsch ‚meine Augen‘)[4][5]
- 2019: Love Trilogy: Neugeboren (Love Trilogy: Reborn, לידה Leida)[6]

## Auszeichnungen und Nominierungen (Auswahl)
Oscar
- 2010: Nominierung für den Besten fremdsprachigen Film mit Ajami

Ophir Award
- 2009: Auszeichnung für den Besten Film mit Ajami
- 2009: Auszeichnung für die Beste Regie von Ajami
- 2009: Auszeichnung für den Besten Schnitt von Ajami

Jerusalem Film Festival
- 2019: Auszeichnung mit dem Haggiag Award for Best Israeli Feature für Chained